# Волны в плазме
Во́лны в пла́зме — электромагнитные волны, распространяющиеся в плазме и самосогласованные с коллективным движением заряженных частиц плазмы. В силу того, что доминирующее значение в динамике частиц плазмы играет электромагнитное взаимодействие между ними, электромагнитные свойства плазмы сильно зависят от наличия внешних полей, а также от параметров распространяющихся в ней волн.
Волны в плазме являются основным предметом изучения электродинамики плазмы. Последовательный и наиболее полный анализ основывается на решении совместной системы уравнений Максвелла для полей и уравнения Власова для каждой из компонент плазмы. Однако в некоторых случаях возможно применение гидродинамического описания плазмы. Кроме того, в ряде случаев возможно введение понятия диэлектрической проницаемости плазмы, которая при наличии постоянного внешнего магнитного поля имеет вид тензора.
Важной особенностью плазмы как среды распространения электромагнитных волн является наличие у неё сильной дисперсии. Принято выделять временную и пространственную дисперсию плазмы. Временная дисперсия связана с запаздыванием отклика плазмы на приложенные внешние поля, связанное с наличием собственных плазменных колебаний. При наличии внешнего магнитного поля в плазме появляются и другие характерные собственные времена: периоды вращения частиц плазмы в магнитном поле.  Пространственная дисперсия связана с наличием теплового движения плазмы, приводящего к тому, что на расстояниях меньших так называемого дебаевского радиуса из-за действующих между частицами полей происходит эффективная корреляция их движения. В магнитоактивной плазме появляется также характерные масштабы гирорадиусов вращения частиц во внешнем магнитном поле.

## Волны в изотропной плазме
В изотропной плазме возможно существование трёх видов волн: поперечных электромагнитных волн, которые являются аналогом электромагнитных волн в вакууме; продольных ленгмюровских волн, являющихся особым видом волн, характерных только для плазменных сред; а также ионно-звуковых волн, являющихся аналогами звуковых волн в средах, однако отличающихся от них тем, что доминирующей возвращающей силой в плазме является электростатическая сила.

### Поперечные волны
Для поперечных волн в бесстолкновительной плазме, температурой электронов в которой пренебрегается, диэлектрическая проницаемость имеет вид:
{\displaystyle \varepsilon (\omega )=1-{\frac {\omega _{pe}^{2}}{\omega ^{2}}}\left(1+{\frac {m_{e}}{m_{i}}}\right)}
Поскольку масса ионов значительно выше, чем масса электронов, вторым слагаемым в скобках обычно можно пренебречь. Таким образом, эти волны являются аналогом электромагнитных волн в вакууме, однако отличаются от них наличием дисперсии. Дисперсионное соотношение для этих волн имеет вид:
{\displaystyle \omega (k)={\sqrt {c^{2}k^{2}+\omega _{pe}^{2}}}}
Откуда несложно определить фазовую и групповую скорости волн:
{\displaystyle v_{ph}={\frac {\omega }{k}}={\frac {c}{\sqrt {\varepsilon (\omega )}}}={\frac {c}{\sqrt {1-{\frac {\omega _{pe}^{2}}{\omega ^{2}}}}}}}
{\displaystyle v_{gr}={\frac {\mathrm {d} \omega }{\mathrm {d} k}}=c{\sqrt {\varepsilon (\omega )}}=c{\sqrt {1-{\frac {\omega _{pe}^{2}}{\omega ^{2}}}}}}
Таким образом, всегда выполняется соотношение {\displaystyle v_{ph}v_{gr}=c^{2}}. Особенностью поперечных волн в изотропной плазме является также наличие диапазона частот {\displaystyle \omega <\omega _{pe}}, в котором диэлектрическая проницаемость отрицательна, а коэффициент преломления чисто мнимый. Волны с такой частотой не могут распространяться в плазме. При падении на слой плазмы электромагнитной волны, частота которой ниже электронной плазменной частоты, в плазме образуется скин-слой, а волна полностью отражается.
Учёт кинетических эффектов, в том числе температуры электронов (в случае нерелятивистских температур), приводит только к небольшой коррекции дисперсионного соотношения для поперечных волн, но не привносит новых свойств или эффектов. Это объясняется тем, что скорость поперечных волн значительно выше, чем скорость теплового движения электронов.

### Продольные волны
Продольные или ленгмюровские волны являются особым видом волн, характерным только для плазмы и плазмоподобных сред. Эти волны называются продольными, поскольку в них вектор электрического поля сонаправлен с волновым вектором. Характерной особенностью является также то, что наравне с колебаниями поля в ленгмюровских волнах колеблется электронная плотность. Ленгмюровские волны были впервые изучены в 1929 году И. Ленгмюром и Л. Тонксом.
Важной особенностью ленгмюровских волн является наличие у них так называемого затухания Ландау — бесстолкновительного затухания, связанного с передачей энергии волн частицам плазмы. Коэффициент затухания зависит от длины волны и в длинноволновом приближении, так что выполняется {\displaystyle kv_{Te}\ll \omega _{pe}} (где {\displaystyle v_{Te}} — тепловая скорость электронов), равен:
{\displaystyle \gamma (k)={\sqrt {\frac {\pi }{8}}}{\frac {\omega _{pe}}{(kr_{De})^{3}}}\exp \left(-{\frac {3}{2}}-{\frac {1}{2}}(kr_{De})^{2}\right)}
где {\displaystyle r_{De}} — дебаевский радиус электронов.
В том же приближении дисперсионное соотношение для продольных волн имеет вид:
{\displaystyle \omega =\omega _{pe}\left(1+{\frac {3}{2}}(kr_{De})^{2}\right)=\omega _{pe}+{\frac {3}{2}}(kv_{Te})^{2}}
Таким образом, коротковолновые возмущения, для которых {\displaystyle kv_{Te}\approx \omega _{pe}}, быстро затухают, поскольку для них величина частоты приближается к величине коэффициента затухания, то есть волна, фактически, перестаёт быть распространяющейся и затухает на одном периоде. При этом в той области, где волна затухает слабо, её частота практически не изменяется и приблизительно равна электронной плазменной частоте. Это позволяет говорить о том, что данная волна является просто плазменными колебаниями, распространяющимися в пространстве только за счёт пространственной дисперсии, связанной с эффектом дебаевской экранировки при ненулевой тепловой скорости электронов. В приближении нулевой температуры электронов фазовая скорость ленгмюровских волн точно равна нулю, а дисперсионное соотношение для них имеет вид:
{\displaystyle \ \omega =\omega _{pe}}
Поскольку ленгмюровские волны связаны с колебаниями электронной плотности, которые происходят на высоких частотах, движение ионов слабо сказывается на характеристиках продольных волн. Фактически, движение ионов даёт вклад только в малую поправку к плазменной частоте:
{\displaystyle \omega _{pe}={\sqrt {{\frac {4\pi e^{2}N_{e0}}{m_{e}}}\left(1-{\frac {m_{e}}{m_{i}}}\right)}}}

### Ионно-звуковые волны
Рассмотренные выше поперечные и продольные электронные волны относятся к высокочастотным, и движение ионов не оказывает заметного влияния на их характеристики. В низкочастотной области, однако, возможно существование плазменных волн, в которых движение ионов имеет определяющее значение. Эти волны, называемые ионно-звуковыми, носят продольный характер и во многом аналогичны звуковым волнам в неплазменных средах. Роль возвращающих сил в таких волнах, однако, играют электростатические силы разделения зарядов, а не силы давления.
Существование ионно-звуковых волн возможно только в сильно неравновесной плазме, в которой температура электронов значительно превышает температуру ионов: {\displaystyle T_{e}\gg T_{i}}. Для фазовой скорости ионно-звуковых волн {\displaystyle v_{ph}=\omega /k} при этом выполняется следующее неравенство:
{\displaystyle v_{Ti}\ll {\frac {\omega }{k}}\ll v_{Te}},
где {\displaystyle v_{Ti}={\sqrt {T_{i}/m_{i}}}} и {\displaystyle v_{Te}={\sqrt {T_{e}/m_{e}}}} — скорости теплового движения ионов и электронов соответственно.
В этих предположениях уравнение ионно-звуковых волн может быть получено на основе гидродинамического описания плазмы. В линейном приближении из них может быть получено дисперсионное соотношение следующего вида:
{\displaystyle \omega ={\frac {kv_{s}}{\sqrt {1+k^{2}r_{De}^{2}}}}},
где {\displaystyle v_{s}={\sqrt {T_{e}/m_{i}}}} — скорость ионного звука.
Аналогично ленгмюровским волнам, ионно-звуковые волны испытывают бесстолкновительное затухание, связанное с взаимодействием с резонансными частицами — электронами и ионами. Это взаимодействие резко усиливается, если фазовая скорость ионного звука приближается к тепловой скорости ионов. По этой причине ионно-звуковые волны не могут распространяться в равновесной плазме, для которой {\displaystyle T_{e}=T_{i}}, и следовательно, {\displaystyle v_{s}=v_{Ti}}.
Интересны предельные случаи ионно-звуковых волн. В длинноволновом пределе ({\displaystyle kr_{De}\ll 1}) дисперсионное соотношение принимает вид
{\displaystyle \omega =kv_{s}},
то есть представляет собой линейную зависимость, характерную и для обычных звуковых волн.
В коротковолновом пределе ({\displaystyle kr_{De}\gg 1}) дисперсионное соотношение принимает вид
{\displaystyle \omega ={\frac {v_{s}}{r_{De}}}=\omega _{pi}},
то есть волна вырождается в продольные колебания на ионной плазменной частоте.

## Волны в магнитоактивной плазме
Магнитоактивной называется плазма, помещённая во внешнее магнитное поле. Наличие магнитного поля снимает вырождение решений дисперсионного уравнения по поперечной поляризации электромагнитных волн. В результате, число собственных колебательных мод увеличивается. Происходит также смешивание продольных и поперечных мод, так что не всегда удаётся провести однозначное деление на продольные и поперечные волны.
Если пренебречь температурой (то есть рассмотреть случай так называемой холодной плазмы), то в однородной магнитоактивной плазме существует пять видов волн: низкочастотные альфвеновская и быстрая магнитозвуковая, а также высокочастотные обыкновенная, медленная необыкновенная и быстрая необыкновенная волны. В направлении вдоль магнитного поля медленная необыкновенная волна вырождается в чисто продольную волну, аналогичную ленгмюровской волне. В направлении, перпендикулярном магнитному полю, альфвеновская волна распространяться не может (формально, её частота равна нулю), и остаётся только четыре собственные моды.
При учёте конечной температуры количество собственных волн увеличивается. В низкочастотной области появляется медленная магнитозвуковая волна, аналогичная ионному звуку. В высокочастотной области появляются так называемые циклотронные волны или моды Бернштейна, не имеющие аналогов в газодинамике и связанных с конечностью ларморовского радиуса.
Существование нескольких типов волн с одинаковой частотой но различными поляризациями приводит к появлению эффекта двулучепреломления как для низкочастотных, так и для высокочастотных волн.
В неоднородной магнитоактивной плазме появляются новые типы низкочастотных волны, называемые дрейфовыми.
Наличие магнитного поля приводит к появлению выделенного направления в пространстве (вдоль направления вектора индукции магнитного поля). По этой причине в общем случае диэлектрическая проницаемость магнитоактивной плазмы является тензорной величиной, а закон дисперсии может быть получен в явном виде лишь в отдельных частных случаях.

## Нелинейные волны в плазме
- Люксембург-Горьковский эффект